# Run the Jewels
I Run the Jewels sono un gruppo musicale hip hop statunitense formatosi nel 2013 grazie ai due rapper El-P e Killer Mike.

## Formazione
- El-P
- Killer Mike

## Discografia

### Album in studio
- 2013 – Run the Jewels
- 2014 – Run the Jewels 2
- 2016 – Run the Jewels 3
- 2020 – RTJ4

### Album di remix
- 2015 – Meow the Jewels
- 2022 – RTJ Cu4tro